# Distretto di Yeniçağa
Il distretto di Yeniçağa (in turco Yeniçağa ilçesi) è uno dei distretti della provincia di Bolu, in Turchia.